# Blaženka (vila)
Blaženka je vila v Praze 5-Smíchově, která stojí na pozemku (parcela 2580/1), kde dříve stála zaniklá usedlost Šubertka (Šubrtka, Schubertka). Nalézá se na rohu ulic U Blaženky (čp. 430/1) a U Mrázovky (čp. 430/8) na návrší kopce Mrázovka. Vila Blaženka není památkově chráněná.

## Historie
Usedlost Šubertku (č. p. 170, Smíchov) tvořily tři menší budovy – jedna obytná a dvě hospodářské. V roce 1882 byla v držení Emilie Lustigové a na konci 19. století držel usedlost Adolf Popelka. Na jednom z pozemků bývalé viniční usedlosti Šubertky, která stála o něco severněji, byla v 70. letech 19. století (1874–1876) postavena vila Blaženka v tehdejší Mozartově ulici. Šubertka byla zbořena kolem roku 1911.

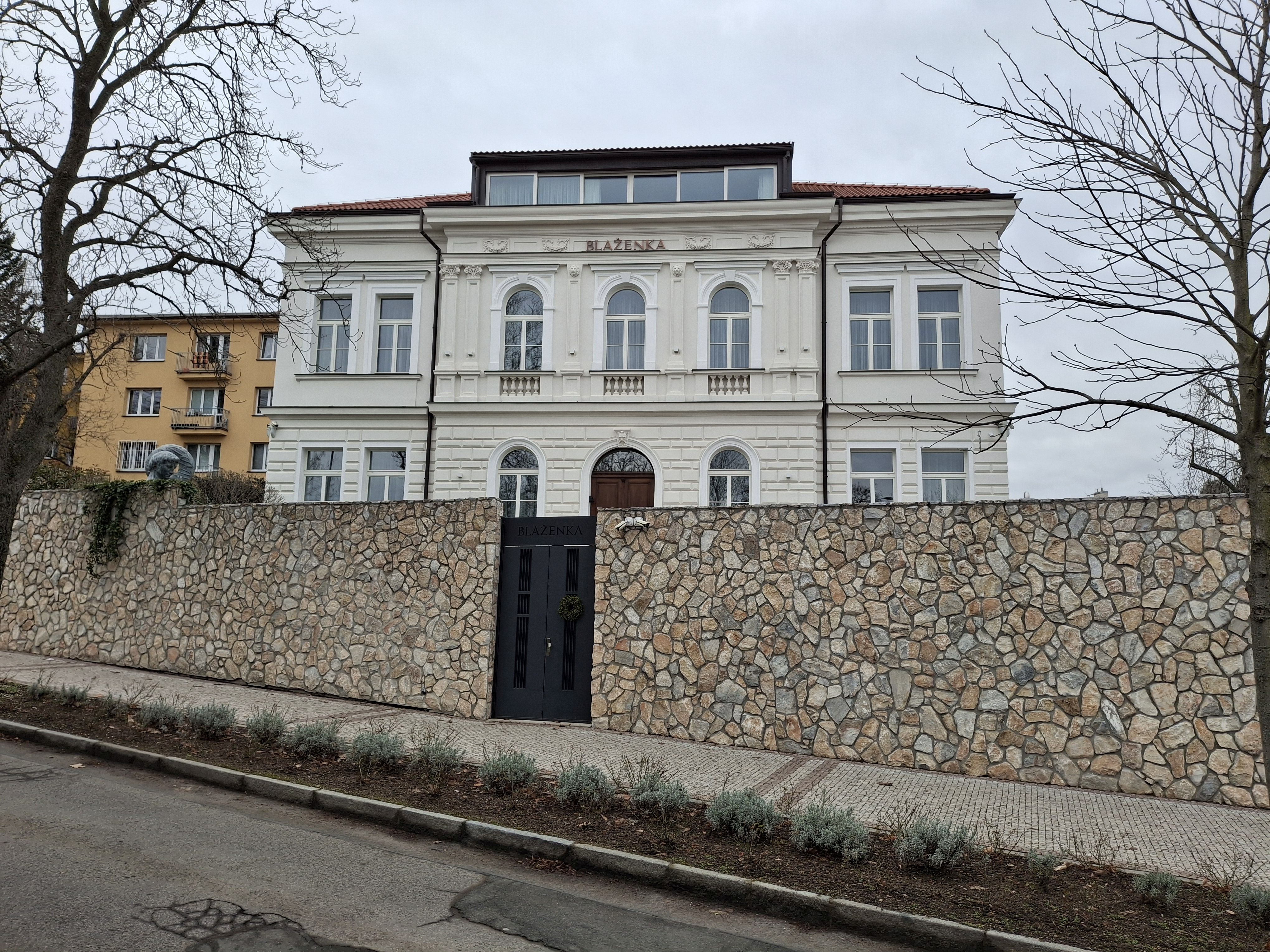
Vila Blaženka z ulice U Mrázovky

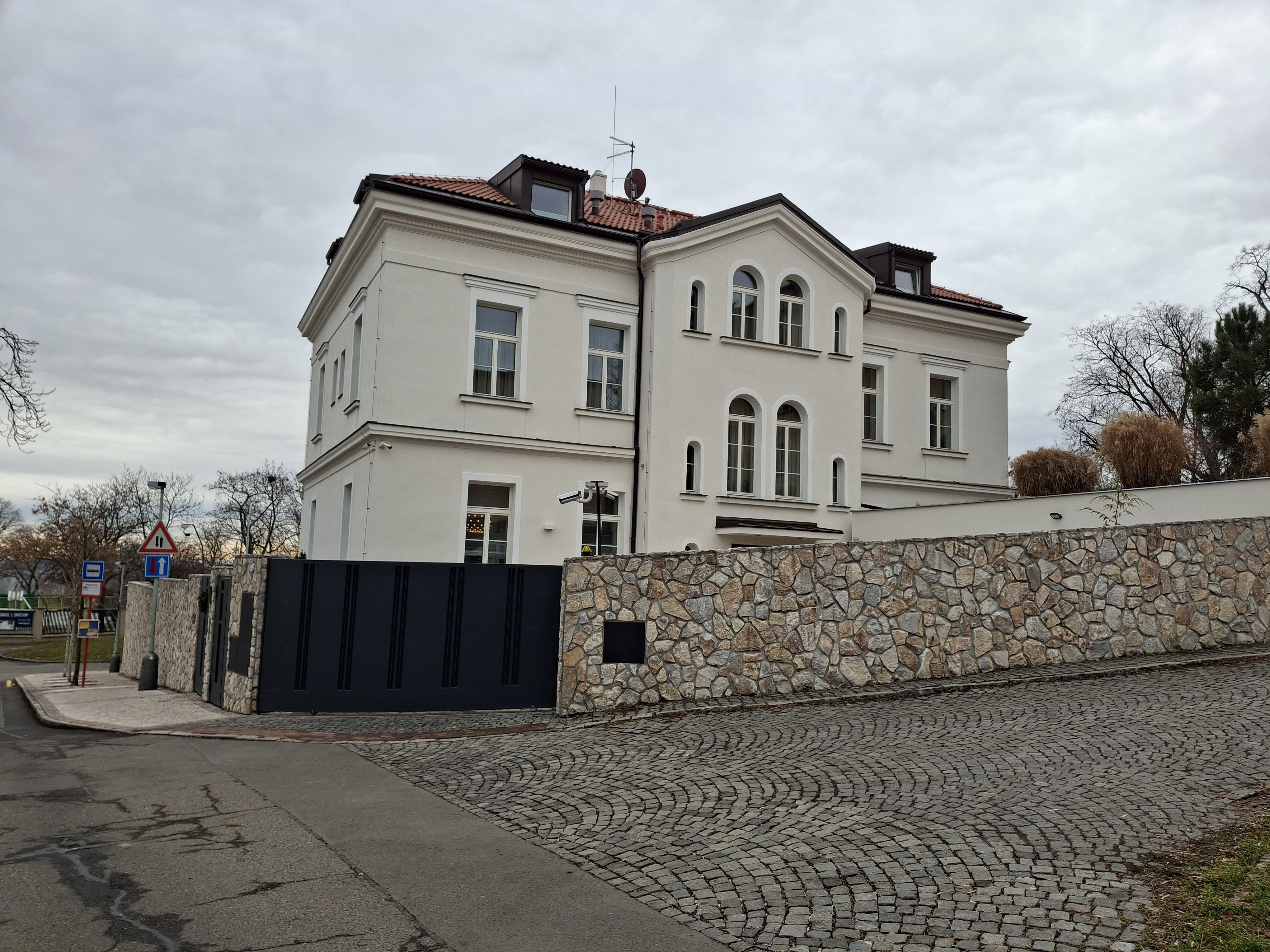
Vila Blaženka z ulice U Blaženky

Vilu Blaženku (původně zvanou Malinovka) nechal snad postavit jezbořický (na Pardubicku) statkář Josef Koldinský (1835–1902) pro svého syna Aloise, který v Praze vystudoval všeobecná práva na Karlo-Ferdinandově univerzitě (1876–1882) a byl dekretem č. 10797 c. k. vrchního zemského soudu ze dne 12. dubna 1882 jmenován jako JUDr. Alois Koldinský, kandidát advokacie, novým obhájcem v trestních řízeních.
Národní listy 18. dubna 1893 uvedly, že letohrádek Malinovka (Smíchov čp. 430 v Mozartově ulici) zakoupil advokát JUDr. Koldinský od továrníka Josefa Pavlíka za 12000 zlatých. Teprve v tomto období získala vila své současné jméno Blaženka. Dr. Alois Koldinský byl od roku 1888 majitelem i usedlosti Demartinka

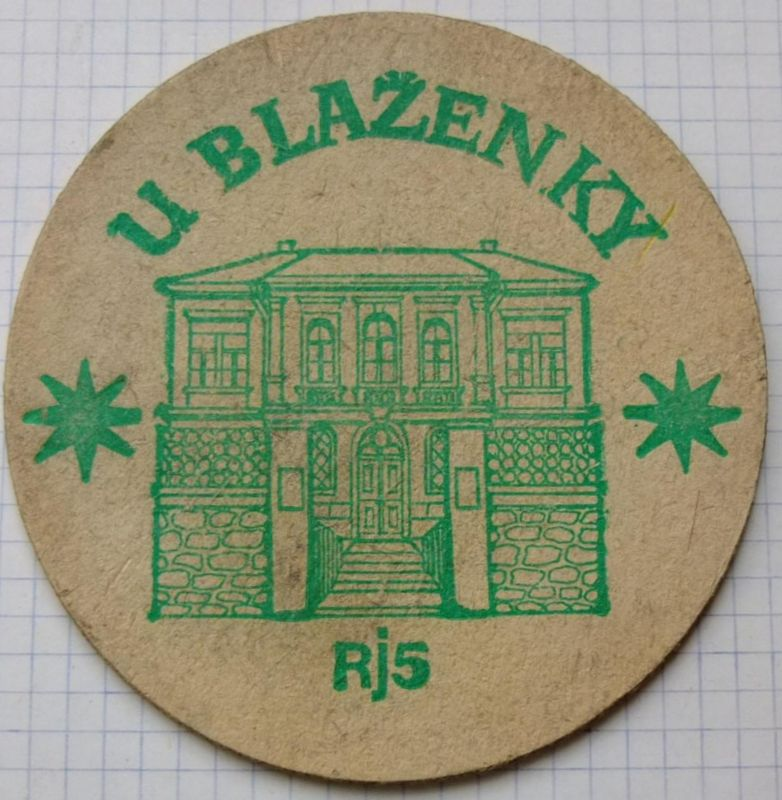
Restaurace U Blaženky (pivní tácek RaJ Praha 5)

Za zásluhy o obec mu byl udělen císařský Řád železné koruny III. třídy a v lednu 1913 mu město Smíchov udělilo čestné občanství (čestný měšťan za zásluhy o rozvoj města Smíchova).

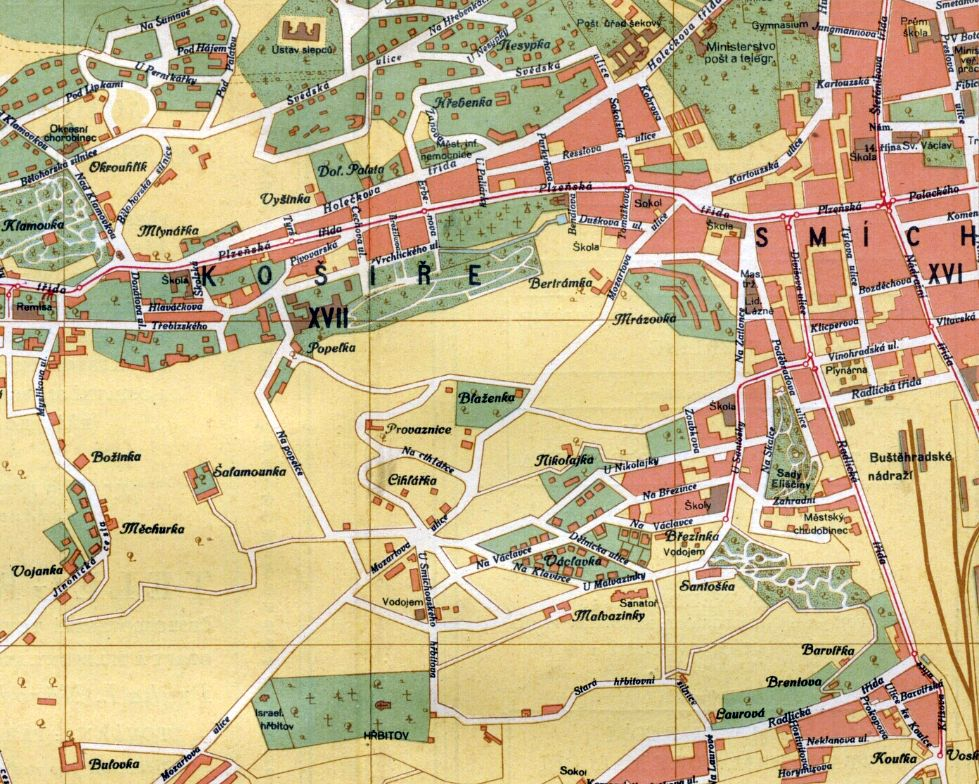
Plán Smíchova (1926). Vila Blaženka zhruba uprostřed.

Hostem na jeho Blažence býval jeho zeť Pavel Švanda ze Semčic, který pro svoje divadlo napsal snad právě na Blažence i několik her. Hostem na Blažence býval i básník Jaroslav Vrchlický a zavítal sem opakovaně i prezident T. G. Masaryk. Bylo to i při slavnostnímu otevření 25. května 1924 cvičiště Sokola I. Smíchov na Mrázovce, které leží naproti vile a kterému byl T.G. Masaryk přítomen.
Podle telefonního seznamu (1950 a 1952) ve vile v Mozartově ul. čp. 430 bydlel jistý Miroslav Heres. Krátce na to byla ulice z Mozartovy přejmenována na U Mrázovky, což je jméno, které má i dnes.
Do roku 1992 sloužila vila jako restaurace včetně předzahrádky s obsluhou. V tom čase bývala oblíbeným občerstovacím zastaveníčkem okolojdoucích turistů i místních. Traduje se, že častým strávníkem zde býval Karel Gott, který nedaleko bydlel (jeho vila Nad Bertramkou 18 je od Blaženky vzdálena jen 300 metrů). V roce 1992 byla budova vrácena původním majitelům a prošla celkovou rekonstrukcí. Potom do roku 2017 sloužila jako čtyřhvězdičkový hotel Blaženka s restaurací "Le Lapin Bleu". Hotel byl vybaven devíti pokoji a dvěma apartmány. Restaurace hotelu však nebyla příliš vyhlášená. Menu restaurace Le Lapin Bleu se tvářilo honosně, její interiér a provedení jídel ale pokulhávalo – retro na talíři i v interiéru a k tomu nevyrovnaná úroveň kuchyně. Provoz hotelu byl ukončen, objekt se nakonec objevil na prodej za 54 milionů. Poslední rekonstrukce, provedená v letech 2017-8, změnila bývalý hotel zpět na rezidenční, soukromé bydlení. Prostorný světlý interiér disponuje umírněnou škálou barev, kde dobře vyniká dubová podlaha Oakcent Sand v odstínech přírodního dubu. Schodnice jsou obložené stejným materiálem, jen v jiném barevném provedení – Hazel. Hnědá barva dubových prken je pro schodiště ideální, protože dobře odolává vyšší zátěži. Zároveň díky ní vzniká v interiéru příjemný kontrast. Vnitřní vybavení bylo navrženo, dodáno a instalováno společností ateliér Design4function. V předzahrádce byl instalován venkovní bazén.
Stav chodníků a komunikací u Blaženky byl v lednu 2020 předmětem kritického článku historika Zdeňka Lukeše v Lidových novinách, přímo byly zmíněny rozpadající se vozovka a chodníky ulice U Mrázovky, která sem ústí. V květnu 2020 vyhlásil Městský úřad zadávací řízení pro akci „Humanizace lokality U Mrázovky – U Blaženky“ se zřetelem na zlepšení pěších vazeb zejména v trase U Mrázovky, Nad Bertramkou, Fráni Šrámka včetně úpravy „náměstíčka“ a se zřetelem na zvýšení bezpečnosti provozu na pozemních komunikacích a i zejména chodců. Tato akce se do začátku roku 2025 neuskutečnila, mimo opravy chodníku v ulici U Mrázovky. Před Blaženkou je silnice tak úzká, že se zde vyhnou maximálně 2 vozy kategorie Fiat 500.

## Okolí Blaženky
V blízkosti Blaženky se nalézají další významné usedlosti a vily: Mrázovka, Bertramka, Nikolajka, Provaznice, Pickova vila, Winternitzova vila, Preissova vila a Cihlářka. V okolí Mrázovky bydlelo několik známých osobností jako např. zpěvák Karel Gott (Nad Bertramkou 2141/18), automobilový závodník Zdeněk Treybal (Nad Bertramkou 2086/9), novinář PhDr. Ondřej Neff a fotograf David Neff (U Mrázovky 3076/1), hudební skladatel JUDr. Jiří Šlitr (U Mrázovky 2640/3), básník Fráňa Šrámek (Fráni Šrámka 2302/15), konstruktéři ing. Jan Šusta (U Mrázovky 1877/18) a ing. Josef Plocek (Nad Bertramkou 2361/13), historik prof. PhDr. Ivan Hlaváček, CSc. (U Mrázovky 1950/16), bankéř Jaroslav Preiss a prezident Antonín Novotný (U Mrázovky 1986/17) atd. V okolí Blaženky se nachází vilová zástavba, kolonie vil, činžovních vil a rodinných domků převážně z přelomu 19. a 20. století.
V ulici U Blaženky (asi ve vzdálenosti 350 m) byla postavena apartmánová Vila U Blaženky hotelového typu (U Blaženky 3148/43) a jen ve vzdálenosti 100 m také Vila dům Blaženka (U Blaženky 2257/17). Oba objekty však s vilou Blaženka mimo názvu nemají nic společného.
Od prosince 2019 u domu v ulici U Blaženky je zastávka Mrázovka autobusové linky č. 153, který jezdí mezi konečnými zastávkami Dívčí hrady v Radlicích přes Smíchov do zastávky U zvonu na Plzeňské (Košíře).